# خانمان خانه واقعی
خانمان خانه واقعی (انگلیسی: The Real Housewives) یک فرنچایز چندرسانه‌ای آمریکایی متشکل از چندین مجموعه تلویزیونی واقع‌نما است که از شبکه براوو پخش می‌شود. این برنامه زندگی چندین زن خانه دار مرفه را که در مناطق گوناگون ایالات متحده زندگی می‌کنند را مستند می‌کند. از نظر میزان بیننده و بازخورد خانمان خانه واقعی آتلانتا موفق‌ترین سری از بین مجموعه است.